# Mitropolija dabrobosanska
Mitropolija dabrobosanska, eparhija Srpske pravoslavne Crkve koja djeluje na području Bosne i Hercegovine. Sjedište mitropolije je u Sarajevu – izmješteno u Sokolac. Trenutačni mitropolit je Hrizostom Jević (od 2017.).

## Povijest
Tokom 1557. došlo je do obnavljanja Pećke patrijaršije. Za prvog patrijarha izabran je Makarije Sokolović (1557–1571). Jurisdikcija obnovljene Pećke patrijaršije prostirala se na sve zemlje gdje su Srbi živjeli bilo pod Osmanskim Carstvom. Uspostavljajući redovno stanje u Patrijaršiji, patrijarh Makarije izveo je novu organizaciju Crkve. Bosna i Dalmacija, osim zvorničke oblasti, gdje je postojala episkopija, došle su pod duhovnu vlast dabarskog, odnosno dabrobosanskog mitropolita.
Nakon ukidanja Pećke patrijaršije, od kraja 1760-ih do 1880, Mitropolija dabrobosanska je bila pod izravnom nadležnošću Carigradske patrijarhije. Nju su vodili grčki svećenici iz Istanbula. Početkom austrougarskog perioda u Bosni i Hercegovini, 1880. godine, na osnovu sporazuma između austrougarske vlasti i Carigradske patrijarhije, Pravoslavna crkva u Bosni i Hercegovini je postala autonomna mitropolija, pod nazivom Dabrobosanska mitropolija i pod vrhovnom duhovnom vlašću Carigradskog patrijarha. U njen sastav ušle su eparhije: Dabrobosanska, Zvornička, Zahumsko-hercegovačka, a kasnije i Banjalučko-bihaćka. Dabrobosanska mitropolija dobila je i svoju nacionalnu hijerarhiju (grčke mitropolite zamijenili su velikodostojnici Srbi). Prvi mitropolit bio je Sava Kosanović, od 1881. do 1885. godine. 
Stvaranjem Kraljevine Srbija, Hrvata i Slovenaca, Dabrobosanska mitropolija je 1920. godine postala dio ujedinjene Srpske pravoslavne crkve.

## Organizacija
U sastavu mitropolije nalaze se četiri arhijerejska namjesništva: sarajevsko, travničko-zeničko, fočansko i goraždansko-višegradsko. Na prostoru mitropolije nalaze se četiri manastira: Manastir Uspenja Presvete Bogorodice u Dobrunu, Manastir Uspenja Presvete Bogorodice Čajničke, Manastir Svete trojice u Vozući i Manastir Svetog velikomučenika Georgija na Ravnoj Romaniji.

## Saborna crkva
Saborna crkva u Sarajevu jedan je od najvećih pravoslavnih hramova na Balkanu. Crkva se nalazi u samom središtu Sarajeva, pored Ekonomskog fakulteta, s desne strane rijeke Miljacke. Saborna crkva u Sarajevu posvećena je rođenju Presvete Bogorodice. Prije rata u Bosni i Hercegovini u njoj je bilo sjedište Mitropolije Dabrobosanske.
Odluka o njenoj izgradnji donijeta je na početku 1859. godine, a sama gradnja započeta je 1863. i trajala je 11 godina. Radovi su završeni 1. svibnja 1874. godine. Osvećenje završene crkve izvršio je mitropolit dabrobosanski Pajsije godine 1872. Dozvolu za izgradnju crkve izdao je sultan Abdul Aziz. Sama crkva je izgrađena dobrovoljnim prilozima građana Sarajeva i okolnih mjesta, kao i dubrovačkih, beogradskih, tršćanskih i bečkih trgovaca. Postoji zapis da je i sam sultan Abdul Aziz bio jedan od onih koji su dali svoj prilog.
U toku ratnih dejstava crkva nije oštećena. Međutim, zbog godina koje su prošle, vanjska rekonstrukcija je ipak nakon rata obavljena, i to donacijom Grčke.

## Ustanove
Na prostoru Mitropolije dabrobosanske nalaze se dvije visokoškolske ustanove: Sarajevska bogoslovija (u obnovi) i Duhovna akademija u Foči. Kao izdavačko preduzeće mitropolije djeluje Izdavačka kuća "Dabar".

## Vanjske poveznice
- Službene stranice Mitropolije dabrobosanske